# Eo biển Alas
Eo biển Alas chia tách Lombok và Sumbawa, hai hòn đảo của Indonesia thuộc tỉnh Tây Nusa Tenggara.
Eo biển vốn là một cầu đất liền cho đến 14.000 năm trước khi mực nước biển nằm dưới 75 mét so với hiện nay,
 không giống như eo biển Lombok và eo biển Alor vẫn tiếp tục là các khe nước kể cả vào thời Bắc giá Cực đại cuối, mỗi eo là điểm cuối của một đảo dài 400 dặm, bao gồm Lombok, Sumbawa, Komodo, Flores, Solor, Adonara, và Lembata ngày nay.